# Cabellos Largos Indijanci
Envira (Cabellos Largos), novootkriveno indijansko pleme naseljeno u džunglama brazilsko-peruanskog graničnog pojasa na teritoriju rezervata Terra Indigena Kampa e Isolados do Envira. Pleme je slučajno otkriveno 2008. godine preletanjem jednog aviona iznad brazilske države Acre, na što su reagirali gađanjem letjelice iz luka i strijele. Pretpostavlja se da ih ima stotinjak. Ime su dobili prema rijeci Envira.
Dan James Pantone smatra da bi se moglo raditi o plemenu koje je srodno Matses Indijancima, i koje oni zbog duge kose nazivaju Cabellos Largos. Trake za glavu (coronas) kakve nose Matses Indijanci kao i pojasevi nalik su onima kod novootkrivenog plemena, što je u kontrastu s Matis i Korubo Indijancima. O srodnosti s Matsesima ide u prilog to što je na fotografijama uočljivo da kao i Matsesi uzgajaju pamuk.

## Vanjske poveznice
- First look at a tribe time forgot  Arhivirana inačica izvorne stranice od 11. veljače 2009. (Wayback Machine)
- Índios isolados são fotografados pela 1ª vez no AC  Arhivirana inačica izvorne stranice od 19. srpnja 2014. (Wayback Machine)
- Otkriveno nepoznato pleme indijanaca, helikopter gađali strijelama